# مارتن لوتز
مارتن لوتز (بالألمانية: Martin Lutz)‏ هو عازف هاربسكورد ألماني، ولد في 19 مايو 1950.

## وصلات خارجية
- مارتن لوتز على موقع ميوزك برينز (الإنجليزية)
- مارتن لوتز على موقع ميوزك برينز (الإنجليزية)
- مارتن لوتز على موقع ديسكوغز (الإنجليزية)